# Rio Bonito (vattendrag i Brasilien, Tocantins)
Rio Bonito är ett vattendrag i Brasilien.   Det ligger i delstaten Tocantins, i den centrala delen av landet, 800 km norr om huvudstaden Brasília.
Omgivningen kring Rio Bonito är huvudsakligen savann. Området är nästan obefolkat, med mindre än två invånare per kvadratkilometer.